# Corea ai XXIII Giochi olimpici invernali
Una squadra unificata di Corea del Sud e Corea del Nord ha gareggiato con il nome di "Corea" ai XXIII Giochi olimpici invernali nell'hockey su ghiaccio femminile.
Nelle olimpiadi di Pyeongchang 2018, le delegazioni della nazione ospitante Corea del Sud e della Corea del Nord hanno inoltre marciato insieme nella cerimonia di apertura sotto la bandiera dell'unificazione coreana, portata dal bobbista sudcoreano Won Yun-jong insieme alla nordcoreana Hwang Chung-gum, hockeista su ghiaccio.
Nel gennaio 2018, fu annunciato che alla squadra di hockey su ghiaccio femminile della Corea del Sud, qualificata di diritto come Paese ospitante, sarebbero state aggiunte alcune giocatrici nordcoreane per formare una squadra unitaria, che ha gareggiato con il codice "COR", dall'abbreviazione della parola francese "Corée" (il codice “KOR” è quello usato per la Corea del Sud e “PRK” quello per la Corea del Nord). L'inno che ha rappresentato la squadra è stata la canzone folk "Arirang" invece degli inni nazionali di Corea del Sud e Corea del Nord. La divisa della squadra conteneva la forma della penisola coreana con la scritta "Corea". A causa delle sanzioni alla Corea del Nord imposte dagli Stati Uniti, le uniformi furono prodotte da una compagnia finlandese invece che dallo sponsor ufficiale Nike.

## Hockey sul ghiaccio

### Torneo femminile
La Corea del Sud era automaticamente qualificata come Paese ospitante. Dalla lista delle 35 giocatrici (23 sudcoreane e 12 nordcoreane), un minimo di 3 giocatrici nordcoreane furono selezionate in ogni partita.
| Pos. | Nazionale       | Pt | G | V | VOT | POT | P | GF | GS | DR  |
| ---- | --------------- | -- | - | - | --- | --- | - | -- | -- | --- |
| 1.   | Svezia          | 9  | 3 | 3 | 0   | 0   | 0 | 13 | 2  | +11 |
| 2.   | Svizzera        | 6  | 3 | 2 | 0   | 0   | 1 | 11 | 3  | +8  |
| 3.   | Giappone        | 3  | 3 | 1 | 0   | 0   | 2 | 6  | 6  | 0   |
| 4.   | Corea unificata | 0  | 3 | 0 | 0   | 0   | 3 | 1  | 20 | -19 |

| Gangneung 10 febbraio 2018, ore 21:10 UTC+9 | Svizzera | 8 – 0 | Corea unificata | Centro hockey di Kwandong |

| Gangneung 12 febbraio 2018, ore 21:10 UTC+9 | Svezia | 8 – 0 | Corea unificata | Centro hockey di Kwandong |

| Gangneung 14 febbraio 2018, ore 16:40 UTC+9 | Corea unificata | 1 – 4 | Giappone | Centro hockey di Kwandong |